# Lia Tanzi
Pour les articles homonymes, voir Tanzi.
Lia Tanzi (née le 3 novembre 1948 à Buenos Aires, en Argentine) est une actrice italienne.

## Biographie
Lia Tanzi est née à Buenos Aires dans une famille d'immigrants italiens. Alors qu'elle est encore enfant, ses parents retournent vivre en Italie.
Elle aime le théâtre et le cinéma et, commence à jouer dans des petits rôles au cinéma à partir des années 1970. Le succès arrive avec le film Mia moglie è una strega (1980), et continue à travailler pour le cinéma et la télévision.
Elle travaille avec de grands réalisateurs comme Dino Risi, Franco Castellano, Steno, Carlo Vanzina et Giorgio Capitani. Elle est mariée avec l'acteur Giuseppe Pambieri.

## Filmographie

### Au cinéma
- 1973 : Rue de la violence (Milano trema: la polizia vuole giustizia) de Sergio Martino (une prostituée)
- 1974 : L'initiatrice de Sergio Martino (Cugini carnali) (Jeune fille de Roccadura)
- 1974 : Permettete signora che ami vostra figlia ? de Gian Luigi Polidoro (Ornella Fiocchi)
- 1974 : La signora gioca bene a scopa ? de Giuliano Carnimeo (Marisa)
- 1974 : Fatevi vivi, la polizia non interverrà de Giovanni Fago (Marisa)
- 1974 : Permettete, signora, che ami vostra figlia de Gian Luigi Polidoro
- 1975 : À en crever (Morte sospetta di una minorenne) de Sergio Martino (Carmela)
- 1975 : Una sera c'incontrammo de Piero Schivazappa (Rosa Petruzzelli)
- 1975 : Perverse jeunesse de Fabio Pittorru et Renzo Ragazzi (Amore mio spogliati... che poi ti spiego !)  (Rosanna)
- 1976 : La banca di Monate de Francesco Massaro (Wanda)
- 1976 : Portrait de province en rouge de Marco Leto (Al piacere di rivederla)
- 1977 : La Chambre de l'évêque de Dino Risi (La stanza del vescovo) (Landina, fiancée de Maffei)
- 1977 : Lâche-moi les jarretelles de Luciano Martino (La vergine, il toro e il capricorno) (Luisa)
- 1980 : Mia moglie è una strega de Franco Castellano & Giuseppe Moccia
- 1980 : Moto massacre de Stelvio Massi (Speed Cross) (Resi)
- 1981 : Qui c'est ce mec ? de Giorgio Capitani (Bollenti spiriti) (Nicole)
- 1981 : Ensemble, c'est un bordel... séparés, un désastre (Quando la coppia scoppia) de Steno(Rossana De Maio)
- 2000 : Quello che le ragazze non dicono de Carlo Vanzina
- 2002 : Ultimo stadio de Ivano De Matteo
- 2010 : Una musica silenziosa de Ambrogio Lo Giudice

### A la télévision
- 1974 : Philo Vance (mini série TV) de Marco Leto (épisode La canarina assassinata) (Giorgina La Fosse)
- 1974 : Il commissario De Vincenzi (Irma, 1 épisode, Il mistero delle tre orchidee)
- 1976 : Camilla, mini série télévisée
- 1976 : Rosso veneziano, mini série télévisée
- 1979 : Sarto per signora, téléfilm
- 1981 : Quell'antico amore, mini-série télévisée
- 1981 : Fregoli, mini-série télévisée
- 1988 : Fratelli, mini série télévisée (Vanna Brunetti)
- 1999 : Baldini e Simoni, série télévisée (Claudia, épisodes inconnus)
- 2000 : Nebbia in Val Padana, série télévisée  (Elena, épisodes inconnus)
- 2002 : Le ali della vita 2, série télévisée
- 2000 : Part Time, téléfilm
- 2007-2008 : Carabinieri, série télévisée (Margherita, rôle récurrent, 19 épisodes)
- 2010 : La ladra, série télévisée (Andreina, rôle récurrent, 12 épisodes)